# ХК Вита Хестен
ХК Вита Хестен (швед. HC Vita Hästen) професионални је шведски клуб хокеја на леду из града Норћепинга. Тренутно се такмичи у HockeyAllsvenskan лиги, другом рангу професионалног клупског такмичења у Шведској. 
Утакмице на домаћем терену клуб игра на леду ледене дворане Химелсталунд капацитета 4.280 места. Боје клуба су црвена и бела.
Клуб је основан 1967. године и никада у својој историји није играо у најјачој лиги Шведске.